# ۱۲۸۷ (قمری)
۱۲۸۷ (قمری)، هزار و دویست و هشتاد و هفتمین سال در گاهشماری هجری قمری است. اول محرم این سال برابر با سوم آوریل سال ۱۸۷۰ میلادی است.

## وابسته
- احمد کسروی
- سید حسن مدرس
- سید اشرف‌الدین گیلانی